# 강화세광엔리치빌
강화세광엔리치빌(영어: Ganghwa Segwang Enrichville)은 대한민국 인천광역시 강화군 선원면에 위치한 아파트다.